# The Mate of the 'John M'
The Mate of the 'John M' è un cortometraggio muto del 1911. Il nome del regista non viene riportato nei credit del film.

## Produzione
Il film fu prodotto dalla Vitagraph Company of America.

## Distribuzione
Distribuito dalla General Film Company, il film - un cortometraggio in una bobina - uscì nelle sale cinematografiche USA il 4 ottobre 1911.